# Milaševci
Milaševci es un pueblo de la municipalidad de Dobretići, en el cantón de Bosnia Central, Bosnia y Herzegovina.

## Superficie
Posee una superficie de 9,58 kilómetros cuadrados.

## Demografía
Hasta 2013 la población era de 127 habitantes, con una densidad de población de 13,3 habitantes por kilómetro cuadrado.